# Live at the Marquee
Live at the Marquee ist das zweite Livealbum des irischen Gitarristen und Sängers Gary Moore. Es wurde am 5. und 6. November 1980 im Marquee Club in London aufgenommen und 1983 veröffentlicht. 
Die Setliste besteht hauptsächlich aus Material von Moores 1979er Solo-Album Back on the Streets, seinem G-Force-Projekt und Dirty Fingers. Der letzte Track, Dallas Warhead, ist eine Eigenkomposition, die in dieser Aufnahme ein Drum-Solo von Aldridge beinhaltet. Das Album wurde zunächst 1983 nur in Japan unter dem Titel Live zusammen mit Moores Album Dirty Fingers durch Sony Records veröffentlicht. Am 23. Oktober 2000 veröffentlichte Sanctuary Records eine remasterte CD-Version; sie enthält kein zusätzliches Material. 

## Titelliste
1. Back on the Streets (Moore) – 5:29
2. Run to Your Mama (Moore) – 5:19
3. Dancin’ (Moore, Nauseef, Newton, Dee) – 5:38
4. She’s Got You (Moore, Nauseef) – 7:12
5. Parisienne Walkways (Instrumental) (Moore, Lynott) – 7:45
6. You (Moore) – 4:28
7. Nuclear Attack (Moore) – 5:09
8. Dallas Warhead (Instrumental) (Moore) – 9:58

## Singles
- Nuclear Attack/Run to Your Mama – Oktober 1981 (nur UK)
- Parisienne Walkways/She’s Got You – September 1983 (nur Japan)

## Besetzung
- Gary Moore – Gitarre, Backgroundgesang
- Kenny Driscoll – Gesang
- Don Airey – Keyboards
- Andy Pyle – Bass
- Tommy Aldridge – Schlagzeug, Percussion